# Ținutul momârlanilor
Ținutul mormârlanilor reprezintă așezările oierilor de pe Valea Jiului, respectiv Jiul de Est și Jiul de Vest. În așezările din Valea Jiului s-au pastrat obiceiuri străvechi, unele pre-creștine. Unele dintre cele mai cunoscute sunt: frățiile de cruce, incă prezente si astăzi, nedeea momârlăneasca, măsuratul oilor, inmormântarea în grădina casei și nu la cimitir. Cei pasionați realmente de istorie și de tradiții, vor avea surprize de proporții și vor descoperi singuri superstiții și credințe străvechi, legende privind frățiile cu lupii, ori întâmplări adevărate care bat orice ficțiune.